# Райский сад (роман)
«Райский сад» (англ. The Garden of Eden) — второй посмертно выпущенный роман Эрнеста Хемингуэя, опубликованный в 1986 году. Начав в 1946 году, Хемингуэй работал над рукописью в течение следующих 15 лет. За это время он также написал «Старик и море», «Опасное лето», «Праздник, который всегда с тобой» и «Острова в океане».

## Краткое содержание
В романе описываются пять месяцев из жизни американского писателя Дэвида Борна и его жены Кэтрин. Действие романа происходит в основном на Французской Ривьере, в частности, на Лазурном Берегу и в Испании. Эта история начинается с их медового месяца в Камарге. Вскоре Борны встречают молодую женщину по имени Марита, в которую оба влюбляются. У Дэвида начинается роман с Маритой, а его отношения с женой стремительно ухудшаются. История продолжается, пока не становится очевидным развод Дэвида и Кэтрин.